# حوضخانه رستم بیگ
حوضخانه رستم بیگ مربوط به دوره قاجار است و در مه‌آباد، خیابان صلاح الدین شرقی، کوچه قاضی زاده واقع شده و این اثر در تاریخ ۱۲ بهمن ۱۳۸۱ با شمارهٔ ثبت ۷۳۸۳ به‌عنوان یکی از آثار ملی ایران به ثبت رسیده است.